# Heteropathes
Heteropathes is een geslacht van neteldieren uit de klasse van de Anthozoa (bloemdieren).

## Soorten
- Heteropathes americana (Opresko, 2003)
- Heteropathes heterorhodzos (Cooper, 1909)
- Heteropathes pacifica (Opresko, 2005)